# Sompt
Sompt korábbi község Franciaország Új-Aquitania régiójában, Deux-Sèvres megyében. 
Lakosainak száma 359 fő (2018. január 1.). Sompt Chail, Gournay-Loizé, Maisonnay, Saint-Génard, Tillou és Chef-Boutonne községekkel határos.
2019. január 1-jén Chail korábbi községgel egyesült és az így létrejött Fontivillié új község része lett.

## Népesség
A település népessége az elmúlt években az alábbi módon változott:
| Lakosok száma | 331  | 349  | 365  | 358  | 359  |
|               | 2013 | 2015 | 2016 | 2017 | 2018 |